# International Women's Media Foundation
International Women's Media Foundation (IWMF) est une fondation internationale de femmes œuvrant dans les médias. Elle attribue un prix annuel du « Courage en journalisme ».

## Le prix Courage en journalisme
La seule récompense internationale qui reconnaissent le courage des femmes journalistes, le prix du Courage met en lumière le déficit dans la liberté de la presse dans le monde. Les nommées du prix du Courage sont menacées de persécution politique, d'atteintes à leur intégrité physique, de viol et même de mort en raison de leurs rapports sur les méfaits de gouvernement, le génocide, la guerre, les violations de droits de l'homme et les crimes contre l'humanité. 
- 1992 : Margaret Moth[2]
- 2010 : Claudia Duque, Tsering Woeser, et Vicky Ntetema[3],[4]
- 2018 : Nima Elbagir[5]
- 2021 : 
  - Katsyaryna Andreyeva[6]
  - Vanessa Charlot[7]
  - Darya Chultsova[8]
  - Paola Ugaz[9]
  - Khabar Lahariya Newsroom (journal indien)[10]
- 2022 : Paula Bronstein

- 2025 : Aynur Elgunesh, journaliste azerbaïdjanaise[11].